# Trevoria glumacea
Trevoria glumacea är en orkidéart som beskrevs av Leslie Andrew Garay. Trevoria glumacea ingår i släktet Trevoria och familjen orkidéer. Inga underarter finns listade i Catalogue of Life.